# Marathon van Amsterdam 1933
De marathon van Amsterdam 1933 werd gelopen op zondag 16 juli 1933. Deze wedstrijd was een voorloper van de jaarlijkse marathon van Amsterdam.
De wedstrijd werd gewonnen door de Brit Albert Norris in 2:42.54,6. Deze wedstrijd deed ook dienst als Nederlands kampioenschap marathon. Het was de vijfde keer dat dit kampioenschap in Amsterdam werd gehouden. De snelste Nederlander was Pleun van Leenen in 3:04.51,8.

## Uitslagen

### Mannen
| rang   | naam              | land | tijd      | opmerkingen |
| ------ | ----------------- | ---- | --------- | ----------- |
| Goud   | Albert Norris     | GBR  | 2:42.54,6 |             |
| Zilver | Pleun van Leenen  | NED  | 3:04.51,8 | 1e NK       |
| Brons  | Henri Landheer    | NED  | 3:05.30,8 | 2e NK       |
| 4      | Eduard Kreglinger | GER  | 3:08.55,7 |             |

1975 ·
1976 ·
1977 ·
1978 ·
1979 ·
1980 ·
1981 ·
1982 ·
1983 ·
1984 ·
1985 ·
1986 ·
1987 ·
1988 ·
1989 ·
1990 ·
1991 ·
1992 ·
1993 ·
1994 ·
1995 ·
1996 ·
1997 ·
1998 ·
1999 ·
2000 ·
2001 ·
2002 ·
2003 ·
2004 ·
2005 ·
2006 ·
2007 ·
2008 ·
2009 ·
2010 ·
2011 ·
2012 ·
2013 ·
2014 ·
2015 ·
2016 ·
2017 ·
2018 ·
2019 ·
2020 ·
2021 ·
2022 ·
2023 ·
2024 ·
2025